# 量子密碼學

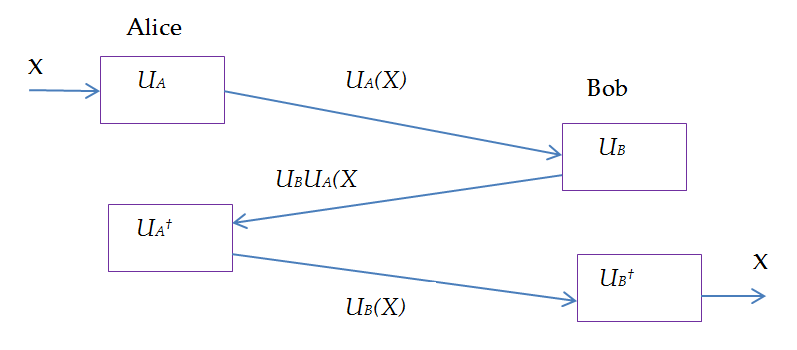
三階段量子加密協定

量子密碼學（英語：Quantum cryptography）泛指利用量子力学的特性來加密的科學。量子密碼學最著名的例子是量子密鑰分發，而量子密鑰分發提供了通訊兩方安全傳遞密鑰的方法，且該方法的安全性可被資訊理論所證明。目前所使用的公开密钥加密與數位簽章（如ECC和RSA）在具規模的量子電腦出現後，都會在短時間內被破解。量子密碼學的優勢在於，除了古典密碼學上的數學難題之外，再加上某些量子力學的特性，可達成古典密碼學無法企及的效果。例如，以量子態加密的資訊無法被複製。又例如，任何試圖嘗試讀取量子態的行動，都會改變量子態本身。這使得任何竊聽量子態的行動會被發現。

## 简介
量子密码是一种基于量子力学原理的加密方式，使用了量子比特之间的相互作用和测量来保证信息的安全性。与传统密码不同，量子密码无法被破解，因为其基于的是量子物理的本质特性，而不是数学或算法上的计算难题。
在量子密码中，发送方和接收方之间使用一对量子比特（Qubits）来加密和解密信息。发送方将要传输的信息通过量子比特发送给接收方，这个过程会通过一个叫做“量子隧道”的通道来完成。在传输过程中，如果有人试图窃取信息，就会导致量子比特的状态发生变化，使得接收方能够检测到窃听的存在。因此，量子密码不仅可以保证信息的加密安全，而且能够检测到是否有人试图窃取信息。
尽管量子密码具有极高的安全性，但是它的实现和使用仍然非常复杂和困难。需要使用先进的量子技术和设备来实现，并且需要进行严格的安全性验证和测试。因此，目前只有少数专业人士和机构能够使用和实现量子密码。

## 量子密钥分發
量子密碼學最著名且發展最完善的應用是量子密鑰分發。量子密鑰分發是利用量子通訊的方式，讓通訊雙方（Alice和Bob）彼此擁有共同的密鑰。在此方法中，即使竊聽者（Eve）可竊聽通訊雙方（Alice和Bob）之間所有通訊，竊聽者也無法學習到有關密鑰的資訊。這是因為Alice利用量子態來加密密鑰，當Eve試圖竊聽時，根據觀察量子態勢必造成量子態改變的特性，Alice和Bob會發現他們的通訊已被竊聽。此時，Alice和Bob就會放棄此次的通訊。一般來說，量子密鑰分發只用來傳遞古典對稱性加密所用的密鑰。
量子密鑰分發的安全性，可在不限制竊聽者的能力之下，嚴格被數學所證明，這樣的安全性通常被稱為「無條件的安全性」。但量子密鑰分發仍需要一些最基本的假設，包括量子力學的特性成立，以及Alice和Bob可對彼此的身份進行認證，否則可能遭受中間人攻擊。 
量子密鑰分發可抵抗量子電腦的攻擊是基於物理法則，而不是像後量子密碼學是基於量子電腦尚未攻破的數學難題。